# Gia đình vui vẻ
Gia đình vui vẻ (tiếng Trung: 皆大歡喜, Giai đại hoan hỷ) là một bộ phim hài được sản xuất bởi TVB, bộ phim quay quanh nhà họ Kim, một gia đình giàu có ở trấn Trì Lực Cộng trong những năm trị vì của Thành Hóa Đế (nhà Minh những năm cuối thế kỷ XV). Cốt truyện được lấy cảm hứng từ bộ phim Cẩm Tú Lương Duyên (do TVB sản xuất năm 2001).
Bộ phim nhận được nhiều đánh giá tích cực và trở thành một trong những bộ phim hài kịch tình huống nổi tiếng nhất mọi thời đại ở Hồng Kông. Ban đầu, Gia đình vui vẻ được dự tính chỉ có 150 tập, sau khi nhận được những phản hồi tốt từ khán giả, bộ phim được nâng lên 325 tập. Phần tiếp theo của bộ phim, Gia đình vui vẻ II (2003) lấy bối cảnh ở thời hiện đại và giữ nguyên dàn diễn viên cũ. Năm 2018, Gia đình vui vẻ được chiếu lại trên TVB Jade.

## Tóm tắt
Phần I: Trấn Trì Lực Cộng
Du Niệm Từ (tên thật là Tái Phượng Hoàng - vốn là sơn tặc, sau này đã rửa tay gác kiếm) là người đứng đầu của nhà họ Kim, là mẹ kế của anh em sinh ba Kim Niên, Kim Nguyệt và Kim Nhật (tên của 3 người con đồng âm với các từ "năm nay", "tháng này", "hôm nay"). Nhà họ Kim sở hữu một tiệm ăn tên là Động Mật Viên (đồng âm với "động vật viên", nghĩa là "vườn thú"), nổi tiếng với món mì kéo được làm bởi em trai của Du Niệm Từ - Du Niệm Phú.
Công chúa Thâm Điền - con gái duy nhất của Hoàng đế đã đến tuổi lấy chồng, Hoàng đế quyết định mở một cuộc thi cho các sĩ tử ở Kinh thành nhằm chọn ra Phò mã. Con trai trưởng của Du Niệm Từ - Kim Niên, đang giữ chức Quan ngũ phẩm, tài trí hơn người, sớm được triều đình trọng dụng, tiền đồ xán lạn, cũng bị bắt phải tham gia cuộc thi. Nhưng tiếc là Kim Niên tính tình ngay thẳng, trong cuộc thi, Kim Niên đã viết một bài thơ khiển trách Công chúa quá trẻ con, xây dựng hồ sen làm hao người tốn của, chọc giận đến Công chúa nên liền bị giáng làm Quan cửu phẩm, bị đuổi về trấn Trì Lực Cộng (Trì Lực Cộng trấn, đồng âm với từ lực cộng chấn, tức "lực cộng hưởng từ") làm chức Quan huyện.
Sau khi thất bại trong việc tìm kiếm Phò mã cho Công chúa, Hoàng đế đã sắp xếp hôn sự cho Công chúa và Hoàng tử Ba Tư. Không chấp nhận, Công chúa cùng với Thái giám Tiểu Nguyễn trốn khỏi Hoàng cung và đến trấn Trì Lực Cộng, để che giấu thân phận, Công chúa đã nhận mình tên là Cung Hân Tố ("Cung" đồng âm với "Công" trong Công chúa, "Hân" đồng âm với "Ấn" trong Ấn tín, và "Tố" đồng âm với "Táo" nghĩa là cái chổi. Ba chữ này do cô công chúa bất chợt liên tưởng đến) làm Du Niệm Từ hiểu nhầm cô là con gái của ân công - Cung Ứng Tương, người đã mất mạng vì cứu Kim Niên. Du Niệm Từ đưa cô về nhà họ Kim để cùng chung sống.
Cậu ba nhà họ Kim - Kim Nguyệt, thân yếu nhiều bệnh, cho nên rất thông hiểu y thuật nhưng lại chậm chạp, lười biếng. Kim Nguyệt có một người vợ là Lâm Ngọc Lộ, vốn là thiên kim tiểu thư, thích tiêu xài hoang phí, tính tình cố chấp ngang ngược, sau này Kim Nguyệt bệnh nặng, phải cưới thêm vợ nhỏ là Thạch Mỹ để xung hỉ, Ngọc Lộ và Thạch Mỹ từ đó luôn đối đầu với nhau. Kim Nhật là cô út nhà họ Kim, đã đến tuổi lấy chồng nhưng do kén chọn nên mãi vẫn chưa tìm được lang quân như ý, sau này lấy Cao Nhĩ Khang - thư sinh nghèo nhất trấn Trì Lực Cộng do nhầm tưởng Nhĩ Khang là người đỗ Trạng nguyên, Nhĩ Khang qua nhiều lần thi trượt cũng đã quyết định đi theo Du Niệm Phú học kéo mì, phụ giúp Động Mật Viên.
Du Niệm Phú tuy không phải em ruột của mình nhưng Du Niệm Từ vẫn hết mực chăm sóc và yêu thương, Du Niệm Phú lớn lên có tài kéo mì, dẫn dắt Động Mật Viên ăn nên làm ra, nhưng có tính xấu là kiêu ngạo và hay khoác lác. Du Niệm Phú có một người vợ tên là Vân Ảnh Cơ, một người khờ khạo nhưng lại khá chân thành và tốt bụng.
Sau này Kim Niên và Công chúa yêu nhau, trải qua bao sóng gió, Kim Niên trở thành Phò mã, nhà họ Kim trở thành hoàng thân quốc thích, chuyển vào Hoàng cung sinh sống.
Phần II: Hoàng cung
Sau khi vào cung, nhà họ Kim ở cung Gia Nhân, Du Niệm Từ được phong Cáo mệnh Phu nhân, Du Niệm Phú làm việc ở Thượng Thiện Giám, Kim Nguyệt làm việc ở Thái Y Viện, Cao Nhĩ Khang làm việc ở Hàn Lâm Viện.
Nhà họ Kim vô tình gây thù chuốc oán với huynh muội Vạn Quốc cữu và Vạn Quý phi nên nhiều lần gặp tai họa, tuy nhiên đại nạn không chết. Sau này, nhà họ Kim kết thân với Bảo Linh Cầu - sau này là Bảo phi, đối đầu với Vạn Quý phi. Hơn hai mươi năm trước, Vạn Quốc cữu và Vạn Quý phi hãm hại Hoàng hậu, đánh tráo linh miêu và Thái tử, khiến Thái tử bị thất lạc, đồng thời nhốt Hoàng hậu trong một cái lu ở Lãnh cung. Vạn Quý phi và Bảo phi có thai cùng một lúc, Hoàng đế nói ai sanh Thái tử trước sẽ được làm Hoàng hậu, Vạn Quý phi không may bị sảy thai, liền dùng cái rổ để giả bụng bầu. Hai người vu cáo Bảo phi tư thông với kép hát Lượng Bảo, sau đó bắt cóc Bảo phi và Lượng Bảo nhằm vu oan cho hai người bỏ trốn với nhau. Vạn Quốc cữu sai Lăng công công giết chết Lượng Bảo, rồi nhốt Bảo phi chờ đến ngày sinh thì đem đứa nhỏ thay thế làm con của Vạn Quý phi.
Cuối cùng, hai huynh muội họ Vạn bị vạch trần, hai người bị nhốt trong cái lu ở Lãnh cung, Hoàng hậu được giải cứu nhưng bị điên dại, Hoàng đế biết được sự thật thì cho người đi tìm Thái tử về. Cao Nhĩ Khang chính là Thái tử bị thất lạc năm ấy, Kim Nhật trở thành Thái tử phi, Hoàng hậu tìm được con cũng trở lại bình thường, họ Kim cả nhà vui vẻ!

## Phân vai
| Diễn viên                                                  | Nhân vật                       | Giới thiệu |
| ---------------------------------------------------------- | ------------------------------ | --- |
| La Nhạc Lâm (羅樂林)                                       | Kim Hoa (金華)                 | Chồng của Du Niệm Từ Cha của Kim Niên, Kim Nguyệt, Kim Nhật Mất sớm |
| Tiết Gia Yến (薛家燕)                                      | Du Niệm Từ (游念慈)            | Cô Từ, Cáo mệnh Phu nhân, Tiết phụ của trấn Trì Lực Cộng Tên thật là Tái Phượng Hoàng Năm xưa cứu giúp vợ chồng Kim Hoa, sau khi sinh con thì vợ của Kim Hoa qua đời, Tái Phượng Hoàng giúp đưa Kim Hoa và các con về lại trấn Trì Lực Cộng, sau đó có tình cảm với Kim Hoa và ba đứa con của Kim Hoa nên ở lại Chủ của gia đình, là người công bằng, có vẻ ngoài y hệt Hoàng hậu |
| Nguyễn Triệu Tường (阮兆祥) Lúc nhỏ: Trần Cảnh Cơ (陳景昆) | Du Niệm Phú (游念富)           | Ngự trù của Thượng Thiện Giám Biệt danh: Đạo trưởng Em ruột của Du Niệm Từ Là người lỗ mãng, ngoài mặt thường xuyên la mắng vợ, nhưng thật sự lại rất yêu thương vợ mình, là người có tình có nghĩa |
| Lâm Y Kỳ (林漪娸)                                          | Vân Ảnh Cơ (雲影姬)            | Vợ của Du Niệm Phú Biệt danh: Cương thi Tuổi Hợi, nhỏ hơn Ngọc Lộ hai tháng Là người không có đầu óc, trong nhà hay bị khi dễ Một trong "Tứ đại mỹ nhân" của nhà họ Kim |
| Lâm Văn Long (林文龍) Lúc nhỏ: Hoàng Duệ Nhu (黃裔儒)      | Kim Niên (金年)                | Tri huyện trấn Trì Lực Cộng, sau thành Phò mã Là người chăm chỉ, hiếu thuận, thiện lương nhưng cố chấp Con trưởng của Kim Hoa và Du Niệm Từ |
| Liêu Bích Nhi (廖碧兒)                                     | Công chúa Thâm Điền (深田公主) | Vợ của Kim Niên Công chúa, Hoàng nhi Tên giả: Cung Hân Tố, Điền Thâm Là người tâm địa thiện lương, đôi lúc hay tùy hứng, dám yêu dám hận Con gái của Hoàng đế và Hoàng hậu |
| Tạ Thiên Hoa (謝天華) Lúc nhỏ: Trần Minh Dương (陳銘揚)    | Kim Nguyệt (金月)              | Dược khố Đại sử của Thái Y Viện / Thái y Thường hay lấy bệnh tật làm cái cớ để lười biếng, ham chơi thành tính, mê đồ cổ Con thứ của Kim Hoa và Du Niệm Từ Có hai người con trai: Kim Hoan, Kim Hỷ |
| Triệu Học Nhi (趙學而)                                     | Lâm Ngọc Lộ (林玉露)           | Vợ lớn của Kim Nguyệt (sau trở thành vợ nhỏ) Biệt danh: Bộ xương khô Là người ngang ngược, hay gây sự Lớn hơn Vân Ảnh Cơ hai tháng nhưng lại giấu tuổi, lừa gạt nhà họ Kim, sau bị phát hiện Mẹ của Kim Hoan Một trong "Tứ đại mỹ nhân" của nhà họ Kim |
| Mai Tiểu Huệ (梅小惠)                                      | Thạch Mỹ (石美)                | Vợ nhỏ của Kim Nguyệt (sau trở thành vợ lớn) Biệt danh: Mỹ thịt heo Là người thô lỗ nhưng thiện lương Mẹ của Kim Hỷ Con gái của Thạch Đại Xuyên và Trần Kiều Một trong "Tứ đại mỹ nhân" của nhà họ Kim |
| Trần Ngạn Hành (陳彥行) Lúc nhỏ: Mạc Mỹ Trừng (莫美澄)     | Kim Nhật (金日)                | Vợ của Cao Nhĩ Khang, sau trở thành Thái tử phi Con gái út của Kim Hoa và Du Niệm Từ Là người tùy hứng, miệng lưỡi điêu ngoa Một trong "Tứ đại mỹ nhân" của nhà họ Kim |
| Đặng Triệu Tôn (鄧兆尊)                                    | Cao Nhĩ Khang (高爾康)         | Điển tịch của Hàn Lâm Viện, sau trở thành Thái tử Chồng của Kim Nhật Có tài nhưng không gặp thời, tính cách hiền lành, lương thiện Nhiều năm lưu lạc nhân gian |
| Phó Sở Hủy (傅楚卉)                                        | Xuân Mai (春梅)                | Thị tỳ của Lâm Ngọc Lộ |
| Chung Hiểu Oánh (鍾曉瑩)                                   | Tiểu Thúy (小翠)               | Thị tỳ của nhà họ Kịm |
| Lý Minh Lệ (李明麗)                                        | Tiểu Hồng (小紅)               | Thị tỳ của nhà họ Kim |
| Lương Huy Tông (梁輝宗)                                    | A Lộc (阿祿)                   | Gia đinh của nhà họ Kim |
| Lục Hưởng Minh (陸亨銘)                                    | A Phúc (阿福)                  | Gia đinh của nhà họ Kim |